# Berà II de Rasès
Berà II fou comte de Rasès, de Conflent i de Carcassona (845- ca. 849).
Va succeir al seu pare, el comte Argila, el 845 o a tot tardar al començament del 846, ja que en una carta del febrer del 846 ja se l'esmenta com a comte. Devia governar poc temps, i el succeí el seu fill Miró Eutilius.